# 김수안 (축구 선수)
김수안(金秀岸, 1993년 6월 10일~)은 대한민국의 축구 선수로 포지션은 수비수다. 본래 이름인 김용진에서 김수안으로 개명하였다.

## 클럽 생활
건국대학교 2학년을 마친 후 2014 K리그 드래프트에서 1차 자유계약 대상자로 울산 현대에 의해 선발되어 입단했다.
2014년 울산 현대에 합류한 직후 울산 현대미포조선으로 임대 이적해 주전 중앙 수비수로 활약하며 팀의 내셔널리그 우승에 기여했다. 그리고 시즌의 종료와 함께 복귀해 새 시즌을 앞둔 2015년, 강원 FC로 정찬일과 함께 임대 이적이후, 팀의 주전 중앙 수비수로 활약했다. 2016 시즌을 앞두고 충주 험멜로 임대 이적하였다.
2017 시즌을 앞두고 원소속팀인 울산 현대에 임대 복귀하였다. 2017년 5월 10일 오후 7시(한국시간) 브리즈번과의 아시아챔피언스리그(ACL) 조별리그 E조 6차전 경기에 출전하여 팀의 역전골을 기록하여 3-2 승리를 이끌었다.
2019년 4월 10일 울산 문수 경기장에서 열린 아시아챔피언스리그 (ACL) 조별리그 H조 3차전 가와사키 프론탈레 전에서 후반 39분 투입돼 0-0으로 끝날 듯하던 후반 46분 김태환이 상대 진영 오른쪽에서 올린 크로스를 김수안이 골문으로 쇄도하며 다이빙 헤딩슛으로 연결해 팀이 이기는 데 일조했다.
2019년 5월 18일 하나원큐 K리그1 12 라운드 수원 삼성 블루윙즈 원정 경기에서 후반 44분 이명재가 올린 코너킥을 김수안이 헤더로 연결하며 수원의 골망을 갈랐다.[1]
2020시즌을 앞두고 K리그2의 서울 이랜드 FC에 입단했다.
2021 시즌을 앞두고 사회복무요원으로 군복무를 위해 포천시민축구단으로 임대되었다.
2022시즌을 앞두고 고양 KH FC로 다시 임대되었다.
2023 시즌을 마치고 계약 만료로 서울 이랜드 FC를 떠났다.

## 수상

### 클럽

#### 울산 현대미포조선
- 내셔널리그
  - 우승: 2014

#### 울산 현대
- FA컵
  - 우승: 2017

#### 포천 시민축구단
- K4리그
  - 우승: 2021